# Арнобий
Арнобий Стари (на латински: Arnobius, също Arnobius Afer, † 330) е през 300 г. ретор в Сика Венерия в Нумидия.
Арнобий първо е борец против християнството, но след сънуване на лице става християнин. Понеже епископът не му вярва и не иска да го приеме в християнската община, Арнобий пише малко след преследването на християните от Диоклециан още запазеното произведение Апология Disputationes adversus gentes, също наричано Adversus nationes, за да докаже своята вяра.
Той не трябва да се бърка с църковния писател Арнобий Млади, епископ в Галия през 450 г.

## Произведения
- Arnobii. Adversus Nationes Libri VII. Latin.   The Latin Library, 2002.
- Arnobius. Des Afrikaner's Arnobius sieben Bücher wider die Heiden. Deutsch.   Vogel'sche Verlagsbuchhandlung, 1842.
- Arnobius. Seven Books Against the Heathens. English.   IntraText Digital Library, 2003.
- Opera Omnia auf Documenta Catholica Omnia, Quelltexte (lateinisch, englisch)